# Erkki-Sven Tüür
Erkki-Sven Tüür, né le 16 octobre 1959 à Kärdla, sur l'île de Hiiumaa, est un compositeur estonien.

## Biographie
C'est un des compositeurs les plus remarquables de sa génération. Autodidacte pour l'essentiel, il a néanmoins étudié les percussions et la flûte à la Tallinn Music School de 1976 à 1980. Ensuite, il a étudié la composition avec Jaan Rääts, à la Tallinn Academy of Music, et a pris des leçons privées avec Lepo Sumera. En 1979, il a fondé un groupe de rock de chambre, In Spe, qui est devenu un des groupes les plus populaires en Estonie. Le rock estonien est créatif à cette période, Erkki-Sven Tüür participe à un opéra rock Johnny.
Son premier grand succès est Insula Deserta en Finlande en 1989.
Son Requiem (1994), écrit en mémoire du chef d'orchestre estonien Peeter Lilje, a gagné un prix de l'UNESCO (International Rostrum of Composers Competition à Paris).
En mai 2001, l'opéra d'Erkki-Sven Tüür, Wallenberg, a été mis en scène en Allemagne, commandé par l'opéra de Dortmund. Raoul Wallenberg sauva des juifs hongrois de l'Holocauste en leur procurant des sauf-conduits suédois. Il mourut dans un camp d'internement soviétique.
Actuellement, Tüür travaille sur un concerto pour violon pour Gidon Kremer et la Frankfurt Radio Symphony Orchestra.
Il fut cofondateur du festival de musique contemporaine « Nyyd » (« Maintenant ») de Tallinn, qui a lieu chaque année en novembre.
Beaucoup de ses œuvres sont éditées par le label de musique ECM dont la ligne éditoriale, si particulière, convient bien à son esthétique musicale.

## Citation
| « It happens very often that I imagine music visually like sort of abstract architectural sculpture or something. I can see the form, the shape of the musical whole. — Erkki-Sven Tüür » |  |  | « Il arrive très souvent que j'imagine la musique visuellement, comme une sorte de forme d'architecture abstraite ou quelque chose comme ça. Je peux voir la forme, la forme de l'ensemble musical. » |

## Œuvres principales

### Musique symphonique
- 9 symphonies (1984, 1987, 1997, 2002, 2004, 2007, 2009, 2010, 2017)
  - la symphonie nº 4 Magma pour percussion solo et orchestre symphonique, dédiée à Evelyn Glennie (août 2002)
- Zeitraum (1992)
- Concerto pour violoncelle et orchestre (1996)
- Lighthouse (1997)
- Concerto pour violon et orchestre (1998), dédié à Philipp Tüür
- Ardor, Concerto pour marimba et orchestre (2001/2002), dédié à Pedro Carneiro
- Aditus pour orchestre (2000, rév; 2002), dédié à la mémoire de Lepo Sumera
- Exodus pour orchestre (1999), dédié au City of Birmingham Symphony Orchestra et à Paavo Järvi
- Action - Passion - Illusion (titre collectif Show) (1993) pour cordes
- Igavik (« Éternité »), composée pour les funérailles de Lennart Meri, sur un texte de la poétesse Doris Kareva
- Oxymoron (2003) pour grand orchestre
- Illuminatio, Concerto pour alto et orchestre (2008)
- Peregrinus Ecstaticus, Concerto pour clarinette et orchestre (2013)

### Musique de chambre orchestrale
- Insula deserta (1989)
- Searching for Roots (Hommage à Jean Sibelius, 1990)
- The Path and the Traces (2005) pour cordes, dédiée à Arvo Pärt (pour son 70e anniversaire)
- L'Ombra della Croce (2014) pour cordes, à partir du motet O crux benedicta de Carlo Gesualdo.

### Musique vocale avec orchestre
- Dona nobis pacem, cantate (1982)
- Ante finem saeculi, oratorio (1985)
- Lumen et cantus, messe (1988)
- Requiem (1994)
- Inquiétude du fini (1992) pour chœur et orchestre de chambre, sur un poème rédigé en français par son compatriote Tõnu Õnnepalu
- Salve Regina (2005), pour chœur masculin et ensemble

### Musique de chambre
- Dedication (1990), pour violoncelle et piano, dédié à Kuldar Sink
- Architectonics I–VII (pour différents ensembles, 1984-1994)
- Sonate pour piano (1985)
- Drame pour flûte, violon et guitare (1994)
- Crystallisatio (1995)

## Prix et récompenses
- Musicien de l'année, 1996